# バリアン
バリアン(Balian)は、インドネシアバリ島の呪医師、呪術師。宗教的職能者としての地位を持つ。ほとんどが男性で世襲的に受け継がれることが多い。

## 概要
古来よりバリ人にとって、医師やカウンセラー、あるいは占い師として敬われ目に見えない力（悪霊、精霊、レヤックなど）とコンタクトし、問題を解決するとされる。占星術や暦法にも精通している。心身の不調時や身の回りで不幸などがあるときに、バリ人はバリアンの元を訪れる。呪いをかけたい人に呪いをかけたり、禍いや病いなどを相手の体内に宿らせる「ブラックマジック」、その反対である呪いをかけられた者を呪いから解放する「ホワイトマジック」や紛失物の行方の予言、神のお告げなど呪術師としての側面と薬草、貝殻などを使った病人の治療など呪医師としての側面を持つ。
現在でも、バリ島では高額な西洋医学を受診できない人々が、バリアンによる治療を受けることが多い。バリアンにもよく当たる人気のある者とそうでない者が存在するが、チョコルド・グデ・ライ（Tjokorda Gede Rai）は世界中から患者を集め、西洋人の弟子も擁し、日本の元首相を治療したことでも知られる。

## 6つの職務
バリアンは以下の6つの職務を持っている。
（呪医師としての側面）
1、Balian Usada
マントラを唱えたのちに、さまざまな薬用植物を使い病人を治療する。特殊な魔術的道具を使うことでマイナスの感情である怒り、嫉妬、悲哀などを他者に植え付けたりもする。
2、Balian Manakan
助産婦としての役割。
（呪術師としての側面）
3、Balian Tenun
占い師。Lontar（ロンタル）の古文書を参考に紛失した物品の行方を告げる。
4、Balian Taksu
子供や赤ん坊に乗り移り、誰の生まれ変わりであるかを告げる。子供が病気になった際に、誰が呪いをかけたかを告げる。死者が乗り移り、行方の分からない隠された財産などのありかを告げる。
5、Balian Eedan
神が乗り移り、お告げをする。
6、Balian Sesonteng
許されざる結婚を実行する際に、結婚する両者とともに秘密の場所で神への供物を作る。